# نلی کوردا
نلی کوردا (انگلیسی: Nelly Korda; ۲۸ ژوئیهٔ ۱۹۹۸) گلف‌باز اهل ایالات متحده آمریکا است.